# Port Orchard
Port Orchard é uma cidade localizada no estado norte-americano de Washington, no Condado de Kitsap.

## Demografia
Segundo o censo norte-americano de 2000, a sua população era de 7693 habitantes.
Em 2006, foi estimada uma população de 7992, um aumento de 299 (3.9%).

## Geografia
De acordo com o United States Census Bureau tem uma área de
12,7 km², dos quais 10,4 km² cobertos por terra e 2,3 km² cobertos por água.

## Localidades na vizinhança
O diagrama seguinte representa as localidades num raio de 8 km ao redor de Port Orchard.